# レイプハンター 狙われた女
『レイプハンター 狙われた女』（れいぷはんたー ねらわれたおんな）は、1980年2月2日公開の日本映画。上映時間71分。日活が製作、配給した。日活ロマンポルノでの澤田幸弘監督による最後の作品でもあり、当時『探偵物語』などで澤田監督と組む機会の多かった松田優作が友情出演している。

## スタッフ
- 原作：東史朗、川崎三枝子
  - 週刊漫画（芳文社）所載『地図にない旅』より
- プロデューサー：細越省吾
- 脚本：東史朗、斉藤信幸
- 撮影：山崎善弘
- 音楽：高田信
- 照明：新川真
- 録音：木村瑛二
- 美術：川船夏夫
- 編集：井上治
- 助監督：斉藤信幸
- スチール：井本俊康
- 監督：澤田幸弘

## 出演者
- 中原冬子：岡本ひろみ
- 北村京子:渡辺とく子
- アケミ：木瓜みらい
- 宮川修：林ゆたか
- 三上巌（ガン）：草薙良一
- 中原俊一：鶴岡修
- 探偵：梅津栄
- サラ金店長：高橋明
- サラ金集金人A：山西道広
- サラ金集金人B：清水宏
- 佐々木：織田俊彦
- 列車の青年：沢田情児
- その他：賀川修嗣、玉井謙介
- 技斗：松尾悟
- 生保勧誘員：松田優作（ノンクレジット）